# Llista de característiques d'albedo de Mart
En aquest article només es mostra els noms oficials aprovats per la Unió Astronòmica Internacional (UAI).
Aquesta és una llista de característiques d'albedo amb nom de Mart

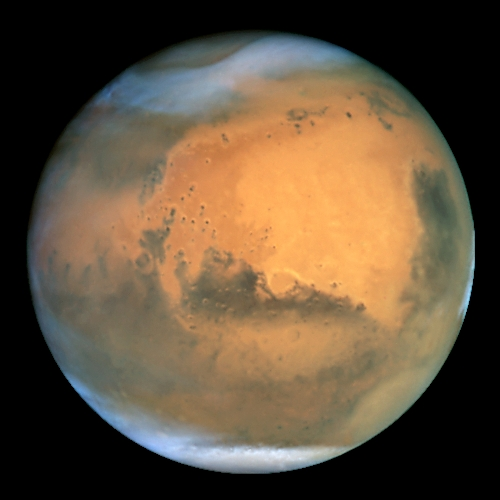
Imatge de Mart
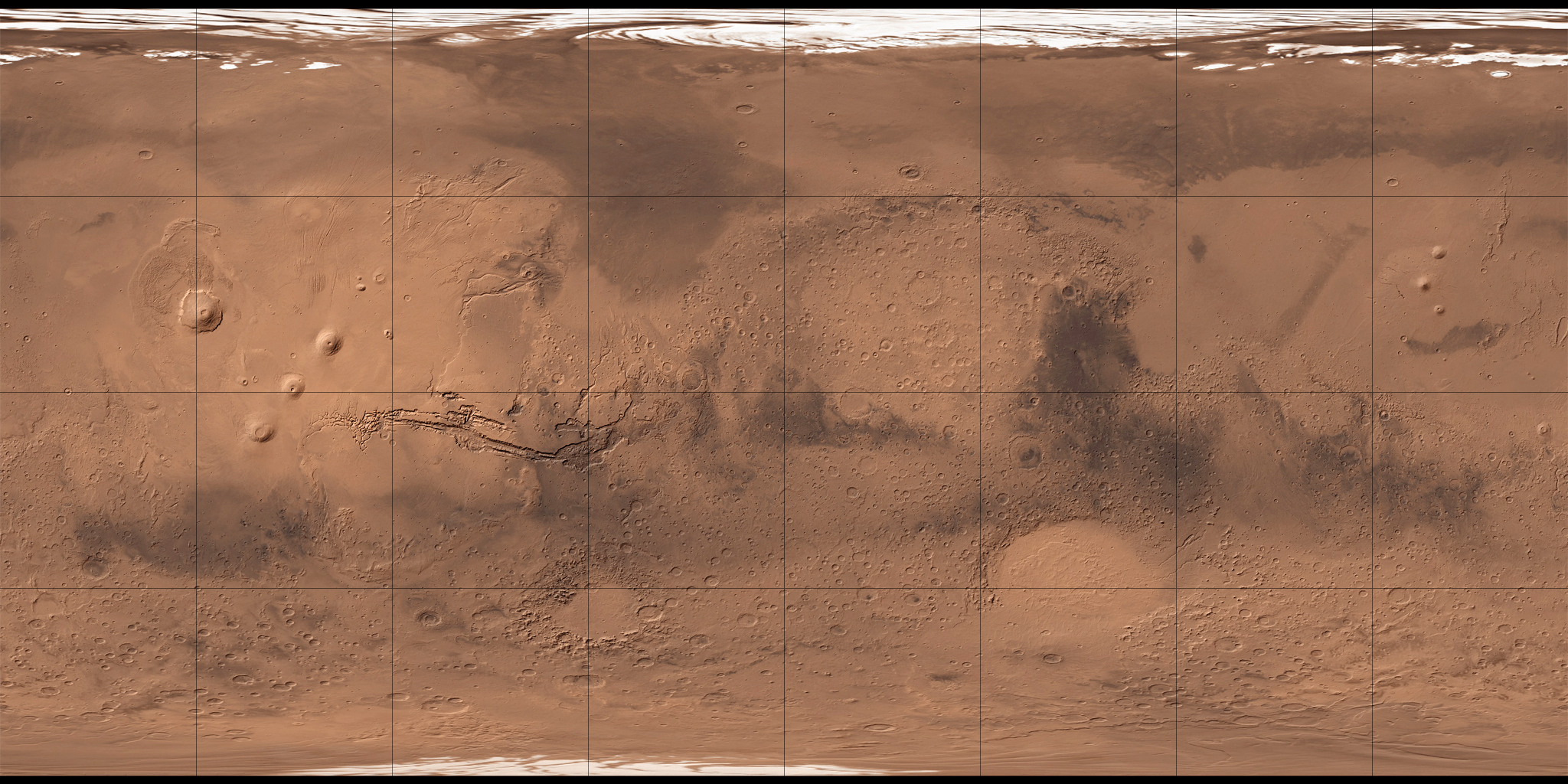
Mapa topogràfic de Mart
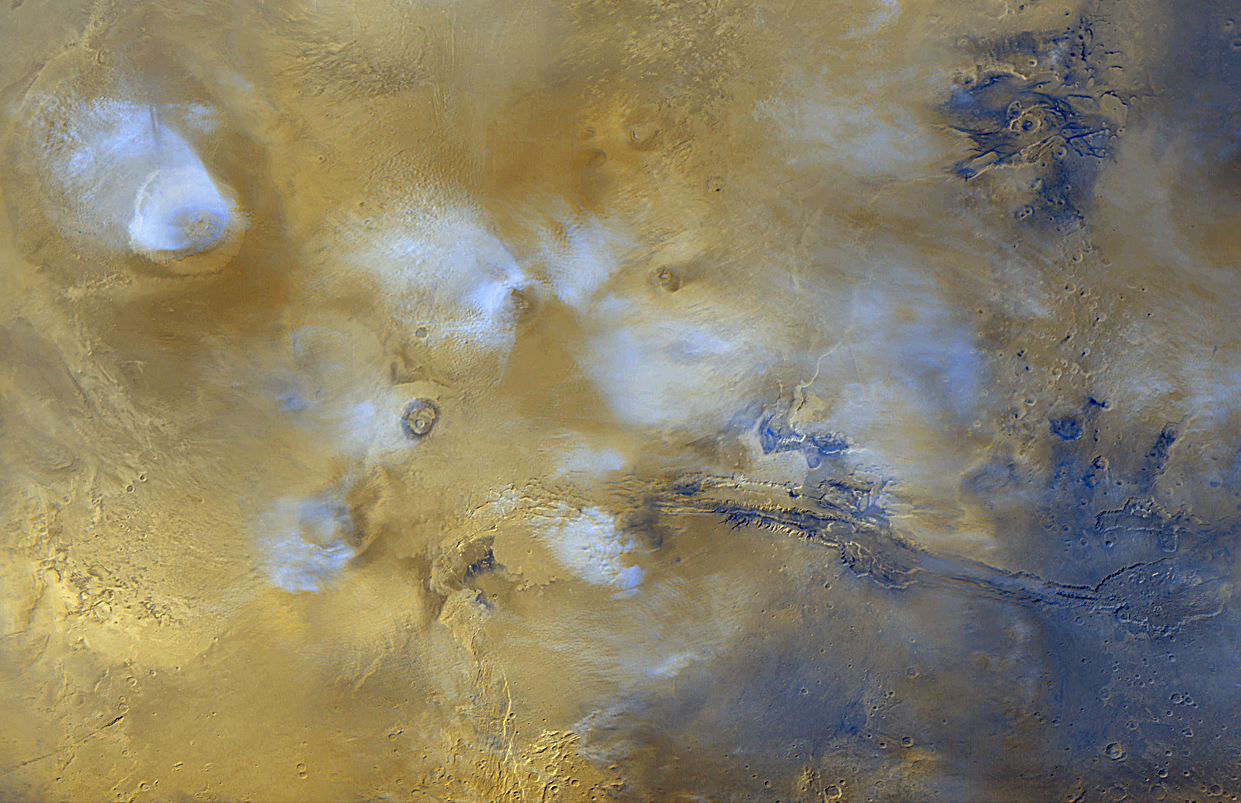
Imatge on es poden veure els volcans de la regió de Tharsis

## Llista
Les característiques d'albedo de Mart prenen els noms d'alguns ja presents en els mapes marcians des astrònoms Eugène Antoniadi i Giovanni Virginio Schiaparelli, que al seu torn es basaven en els termes de la cultura grega, romana i egípcia clàssica. L'única excepció és Yaonis Regio, que s'inspira en la cultura xinesa.
La latitud i la longitud es donen com a coordenades planetogràfiques amb longitud oest (+ Oest; 0-360).
| Característica d'albedo | Coordenades                             | Diàmetre (km) | Epònim | Ref.  |
| ----------------------- | --------------------------------------- | ------------- | --- | ----- |
| Aeolis                  | 4° 56′ S, 215° 00′ O / 4.94°S,215°O     | 0             | Illes Eòlies - Les illes on es guardaven els vents.                                                                                           | WGPSN |
| Aèria                   | 9° 53′ N, 310° 00′ O / 9.88°N,310°O     | 0             | Aèria - nom grec per Egipte; «llunyana terra de la boira».                                                                                    | WGPSN |
| Aetheria                | 39° 40′ N, 230° 00′ O / 39.67°N,230°O   | 0             | Èter - l'element per on es mouen les estrelles en la visió aristotèlica.                                                                      | WGPSN |
| Aethiopis               | 9° 53′ N, 230° 00′ O / 9.88°N,230°O     | 0             | Etiòpia - la terra que marcava el límit sud del món clàssic.                                                                                  | WGPSN |
| Amazonis                | 0° N, 140° O / 0°N,140°O                | 0             | Amazones - poble de dones guerreres de la mitologia grega.                                                                                    | WGPSN |
| Amenthes                | 4° 56′ N, 250° 00′ O / 4.94°N,250°O     | 0             | Amenthes - l'inframón dels antics egipcis. | WGPSN |
| Aonium Sinus            | 44° 40′ S, 105° 00′ O / 44.66°S,105°O   | 0             | Badia Aonia - regió muntanyosa on vivien les muses.                                                                                           | WGPSN |
| Arabia                  | 19° 47′ N, 330° 00′ O / 19.78°N,330°O   | 0             | Aràbia - en la cultura clàssica, el nom indicava una àrea més gran que l'actual, incloent Jordània, el sud de Síria i la península del Sinaí. | WGPSN |
| Arcadia                 | 44° 40′ N, 100° 00′ O / 44.66°N,100°O   | 0             | Arcàdia - regió central del Peloponès. | WGPSN |
| Argyre                  | 44° 40′ S, 25° 00′ O / 44.66°S,25°O     | 0             | Argira - illa d'argent de l'oceà Índic. | WGPSN |
| Arnon                   | 47° 40′ N, 335° 00′ O / 47.66°N,335°O   | 0             | Arnon - nom antic del uadi Mujib, a Jordània.                                                                                                 | WGPSN |
| Aurorae Sinus           | 14° 50′ S, 50° 00′ O / 14.83°S,50°O     | 0             | Badia d'Aurora - Deessa romana. | WGPSN |
| Ausonia                 | 39° 40′ S, 250° 00′ O / 39.67°S,250°O   | 0             | Ausonia - La terra habitada pels ausonis (actual Calàbria, Itàlia).                                                                           | WGPSN |
| Baltia                  | 59° 43′ N, 50° 00′ O / 59.71°N,50°O     | 0             | Baltia - Illa mítica del nord d'Europa rica en ambre.                                                                                         | WGPSN |
| Boreosyrtis             | 54° 41′ N, 290° 00′ O / 54.68°N,290°O   | 0             | Boreosyrtis - Literalment «al nord de Syrtis». Nom compost pel que sembla la continuació nord de Nilosyrtis.                                  | WGPSN |
| Candor                  | 2° 58′ N, 75° 00′ O / 2.96°N,75°O       | 0             | Candor - mot llatí que significa «esplendor» i «blancor».                                                                                     | WGPSN |
| Casius                  | 39° 40′ N, 260° 00′ O / 39.67°N,260°O   | 0             | Casio - epítet de Zeus en la forma en què es venerava a Egipte, Aràbia i Síria.                                                               | WGPSN |
| Cebrenia                | 49° 40′ N, 210° 00′ O / 49.67°N,210°O   | 0             | Cebrenia - província nord-oriental de la plana de Troia.                                                                                      | WGPSN |
| Cecropia                | 59° 43′ N, 320° 00′ O / 59.71°N,320°O   | 0             | Cecropia - Antiga ciutat de Grècia de la qual s'hauria originat Atenes.                                                                       | WGPSN |
| Ceraunius               | 19° 47′ N, 93° 00′ O / 19.78°N,93°O     | 0             | Cerauni - Muntanyes que marquen la frontera de l'Èpir.                                                                                        | WGPSN |
| Cerberus                | 14° 50′ N, 205° 00′ O / 14.83°N,205°O   | 0             | Cèrber - gos de tres caps, guardià de l'inframón.                                                                                             | WGPSN |
| Chalce                  | 49° 40′ S, 0° 00′ E / 49.67°S,-0°E      | 0             | Khalki - illa a l'oest de Rodes. | WGPSN |
| Chersonesus             | 49° 40′ S, 260° 00′ O / 49.67°S,260°O   | 0             | Quersonès Traci - antic nom de la península de Gal·lípoli, al costat europeu dels Dardanels.                                                  | WGPSN |
| Chryse                  | 9° 53′ N, 30° 00′ O / 9.88°N,30°O       | 0             | Crisa - illa d'or a l'Oceà Índic. | WGPSN |
| Chrysokeras             | 49° 40′ S, 110° 00′ O / 49.67°S,110°O   | 0             | Corn d'Or - entrada a la costa europea de l'actual Istanbul.                                                                                  | WGPSN |
| Claritas                | 34° 41′ S, 110° 00′ O / 34.68°S,110°O   | 0             | Claritas - Paraula llatina que significa «brillar».                                                                                           | WGPSN |
| Copais Palus            | 54° 41′ N, 280° 00′ O / 54.68°N,280°O   | 0             | Copais - Antic llac càrstic, ara assecat, de Beòcia.                                                                                          | WGPSN |
| Coprates                | 14° 50′ S, 65° 00′ O / 14.83°S,65°O     | 0             | Coprates - Antic nom de l'actual riu Ab-I-Diz, Iran.                                                                                          | WGPSN |
| Cyclopia                | 4° 56′ S, 230° 00′ O / 4.94°S,230°O     | 0             | Ciclòpia - Terra habitada per ciclops. | WGPSN |
| Cydonia                 | 39° 40′ N, 0° 00′ E / 39.67°N,-0°E      | 0             | Cidònia - Ciutat de l'illa de Creta. | WGPSN |
| Deltoton Sinus          | 3° 57′ S, 305° 00′ O / 3.95°S,305°O     | 0             | Badia del Triangle - Forma un triangle amb Iapígia i Oenotria.                                                                                | WGPSN |
| Depressio Hellespontica | 59° 43′ S, 340° 00′ O / 59.71°S,340°O   | 0             | Depressió de l'Hel·lespont - Depressió al sud-oest dels Dardanels.                                                                            | WGPSN |
| Deucalionis Regio       | 14° 50′ S, 340° 00′ O / 14.83°S,340°O   | 0             | Deucalió - Personatge de la mitologia grega va sobreviure a la inundació enviada per Zeus.                                                    | WGPSN |
| Deuteronilus            | 34° 41′ N, 0° 00′ E / 34.68°N,-0°E      | 0             | Deuteronilus - Designació de la segona part de l'antiga característica d'albedo «Nilus».                                                      | WGPSN |
| Diacria                 | 49° 40′ N, 180° 00′ O / 49.67°N,180°O   | 0             | Diacria - Regió de l'Àtica. | WGPSN |
| Dioscuria               | 49° 40′ N, 320° 00′ O / 49.67°N,320°O   | 0             | Dioscúrias - Colònia de Milet, a la costa oriental de l'Euxí                                                                                  | WGPSN |
| Edom                    | 0° N, 345° O / 0°N,345°O                | 0             | Edom - Ciutat bíblica dels edomites, al sud de Judea.                                                                                         | WGPSN |
| Electris                | 44° 40′ S, 190° 00′ O / 44.66°S,190°O   | 0             | Electris - Illa de l'ambre en la mitologia grega.                                                                                             | WGPSN |
| Elysium                 | 24° 44′ N, 210° 00′ O / 24.74°N,210°O   | 0             | Camps Elisis - A la mitologia grega i romana, el lloc de l'inframón on els herois i la gent virtuosa gaudeixen el descans                     | WGPSN |
| Eridania                | 44° 40′ S, 220° 00′ O / 44.66°S,220°O   | 0             | Eridania - Regió del riu Po. | WGPSN |
| Eunostos                | 21° 46′ N, 120° 00′ O / 21.77°N,120°O   | 0             | Eunostos - En la mitologia grega, zona contigua als Camps Elisis.                                                                             | WGPSN |
| Euphrates               | 19° 47′ N, 335° 00′ O / 19.78°N,335°O   | 0             | Eufrates - Segons la Bíblia, un dels quatre rius del Jardí de l'Edèn.                                                                         | WGPSN |
| Gehon                   | 14° 50′ N, 0° 00′ E / 14.83°N,-0°E      | 0             | Gehon - segons la Bíblia, un dels quatre rius del Jardí de l'Edèn.                                                                            | WGPSN |
| Hellas                  | 39° 40′ S, 290° 00′ O / 39.67°S,290°O   | 0             | Ellade - antic nom de Grècia. | WGPSN |
| Hellespontus            | 49° 40′ S, 325° 00′ O / 49.67°S,325°O   | 0             | Hel·lespont - antic nom dels Dardanels. | WGPSN |
| Hesperia                | 19° 47′ S, 240° 00′ O / 19.78°S,240°O   | 0             | Hespèria - Occident, on es pon el sol; Itàlia per als grecs, i la península ibèrica per als romans.                                           | WGPSN |
| Hiddekel                | 14° 50′ N, 345° 00′ O / 14.83°N,345°O   | 0             | Hiddekel - segons la Bíblia, un dels quatre rius del Jardí de l'Edèn que correspon al riu Tigris.                                             | WGPSN |
| Hyperboreus Lacus       | 74° 50′ N, 60° 00′ O / 74.83°N,60°O     | 0             | Hiperbòria - regió situada a les desconegudes terres del nord.                                                                                | WGPSN |
| Iapygia                 | 19° 47′ S, 295° 00′ O / 19.78°S,295°O   | 0             | Iapígia - antic nom de la Pulla. | WGPSN |
| Icaria                  | 39° 40′ S, 130° 00′ O / 39.67°S,130°O   | 0             | Icària - nom d'una illa grega | WGPSN |
| II Thyle I              | 69° 47′ S, 180° 00′ O / 69.78°S,180°O   | 0             | Tule - territori mític situat molt al nord.                                                                                                   | WGPSN |
| Ismenius Lacus          | 39° 40′ N, 330° 00′ O / 39.67°N,330°O   | 0             | Llac Ismenia - forma poètica per descriure Tebes.                                                                                             | WGPSN |
| Jamuna                  | 9° 53′ N, 40° 00′ O / 9.88°N,40°O       | 0             | Yamuna - riu de l'Índia. | WGPSN |
| Juventae Fons           | 4° 56′ S, 63° 00′ O / 4.94°S,63°O       | 0             | Font de la joventut - font mitològica que es creia que es trobava a l'Índia en l'època clàssica.                                              | WGPSN |
| Laestrygon              | 0° N, 200° O / 0°N,200°O                | 0             | Lestrígons - poble de gegants antropòfags. | WGPSN |
| Lemuria                 | 69° 47′ N, 200° 00′ O / 69.78°N,200°O   | 0             | Lemuria - continent mític situat a l'oceà Índic.                                                                                              | WGPSN |
| Libya                   | 0° N, 270° O / 0°N,270°O                | 0             | Líbia - a l'època clàssica indicava una àrea més gran que l'estat actual de Líbia, corresponent aproximadament al Magrib actual.              | WGPSN |
| Lunae Palus             | 14° 50′ N, 65° 00′ O / 14.83°N,65°O     | 0             | Luna - amb possible referència a la divinitat romana o a les Muntanyes de la Lluna on es van imaginar les fonts del Nil.                      | WGPSN |
| Mare Acidalium          | 44° 40′ N, 30° 00′ O / 44.66°N,30°O     | 0             | Mar Acidàlia - font de Boècia on es rentaven les Gràcies.                                                                                     | WGPSN |
| Mare Australe           | 59° 43′ S, 10° 00′ O / 59.71°S,10°O     | 0             | Mar Austral - Mar del Sud. | WGPSN |
| Mare Boreum             | 59° 43′ N, 180° 00′ O / 59.71°N,180°O   | 0             | Mar Boral - Mar del Nord. | WGPSN |
| Mare Chronium           | 57° 42′ S, 210° 00′ O / 57.7°S,210°O    | 0             | Mar Croni - La part nord del mar mundial on predominava l'eterna calma, perillosa per als vaixells.                                           | WGPSN |
| Mare Cimmerium          | 19° 47′ S, 220° 00′ O / 19.78°S,220°O   | 0             | Mar dels cimmeris - Antiga població indoeuropea present en els mites grecs.                                                                   | WGPSN |
| Mare Erythraeum         | 24° 44′ S, 40° 00′ O / 24.74°S,40°O     | 0             | Mar d'Eritrea - Antic nom grec del sud de la mar Roja.                                                                                        | WGPSN |
| Mare Hadriacum          | 39° 40′ S, 270° 00′ O / 39.67°S,270°O   | 0             | Mare Hadriacum - Mar Adriàtica. | WGPSN |
| Mare Serpentis          | 29° 43′ S, 320° 00′ O / 29.71°S,320°O   | 0             | Serpentis - Constel·lació del Serpentari. | WGPSN |
| Mare Sirenum            | 29° 43′ S, 155° 00′ O / 29.71°S,155°O   | 0             | Mare Sirenum - Mar de les sirenes. | WGPSN |
| Mare Tyrrhenum          | 19° 47′ S, 255° 00′ O / 19.78°S,255°O   | 0             | Mare Tyrrhenium - Mar Tirrena. | WGPSN |
| Margaritifer Sinus      | 9° 53′ S, 25° 00′ O / 9.88°S,25°O       | 0             | Badia de la Perla - Nom extret de la Costa de la Perla a l'oceà Índic.                                                                        | WGPSN |
| Memnonia                | 19° 47′ S, 150° 00′ O / 19.78°S,150°O   | 0             | Terra de Mèmnon - Rei de Pèrsia i Etiòpia. | WGPSN |
| Meroe                   | 34° 41′ N, 285° 00′ O / 34.68°N,285°O   | 0             | Mèroe - Ciutat a la riba del riu Nil. | WGPSN |
| Moab                    | 19° 47′ N, 350° 00′ O / 19.78°N,350°O   | 0             | Moab - Regió esmentada a la Bíblia. | WGPSN |
| Moeris Lacus            | 7° 55′ N, 270° 00′ O / 7.91°N,270°O     | 0             | Llac Moeris - Antic nom del llac Karun. | WGPSN |
| Nectar                  | 27° 43′ S, 72° 00′ O / 27.72°S,72°O     | 0             | Nèctar - La beguda dels déus. | WGPSN |
| Neith Regio             | 37° 40′ N, 272° 00′ O / 37.67°N,272°O   | 0             | Neith - Deessa de la mort en la mitologia egípcia. Per extensió, el terme es refereix també a la vida més enllà.                              | WGPSN |
| Nepenthes               | 19° 47′ N, 260° 00′ O / 19.78°N,260°O   | 0             | Nepent - A l'Odissea, un medicament d'origen egipci que alleujava tot el dolor.                                                               | WGPSN |
| Nereidum Fretum         | 44° 40′ S, 55° 00′ O / 44.66°S,55°O     | 0             | Nereides - Nimfes del mar de la mitologia grega.                                                                                              | WGPSN |
| Niliacus Lacus          | 29° 43′ N, 30° 00′ O / 29.71°N,30°O     | 0             | Llac del Nil | WGPSN |
| Nilokeras               | 29° 43′ N, 55° 00′ O / 29.71°N,55°O     | 0             | Corn del Nil - Una part del riu Nil. | WGPSN |
| Nilosyrtis              | 41° 40′ N, 290° 00′ O / 41.66°N,290°O   | 0             | Nilosyrtis - Nom compost format per Nil i Sirte.                                                                                              | WGPSN |
| Nix Olympica            | 19° 47′ N, 230° 00′ O / 19.78°N,230°O   | 0             | Nix Olimpica - Neu de l'Olimp: la seu de la muntanya dels déus.                                                                               | WGPSN |
| Noachis                 | 44° 40′ S, 330° 00′ O / 44.66°S,330°O   | 0             | Terra de Noè - Patriarca bíblic. | WGPSN |
| Ogygis Regio            | 44° 40′ S, 65° 00′ O / 44.66°S,65°O     | 0             | Regió d'Ògig - Primer rei de Tebes. | WGPSN |
| Olympia                 | 79° 53′ N, 200° 00′ O / 79.88°N,200°O   | 0             | Olímpia - Ciutat grega. | WGPSN |
| Ophir                   | 9° 53′ S, 65° 00′ O / 9.88°S,65°O       | 0             | Ofir - Terra a la qual Salomó va enviar una expedició.                                                                                        | WGPSN |
| Ortygia                 | 59° 43′ N, 0° 00′ E / 59.71°N,-0°E      | 0             | Ortígia - Nom antic de l'illa de Delos. | WGPSN |
| Oxia Palus              | 7° 55′ N, 18° 00′ O / 7.91°N,18°O       | 0             | Oxia - Llac o pantà format pel riu Oxus, corresponent a l'actual mar d'Aral.                                                                  | WGPSN |
| Oxus                    | 19° 47′ N, 12° 00′ O / 19.78°N,12°O     | 0             | Oxus - Nom antic del riu Amudarià. | WGPSN |
| Panchaia                | 59° 43′ N, 200° 00′ O / 59.71°N,200°O   | 0             | Pancaia - Illa mítica del mar Roig, rica en encens, or i plata.                                                                               | WGPSN |
| Pandorae Fretum         | 24° 44′ S, 316° 00′ O / 24.74°S,316°O   | 0             | Pandora - Dona de la mitologia grega vinculada al mite del naixement dels mals del món.                                                       | WGPSN |
| Phaethontis             | 49° 40′ S, 155° 00′ O / 49.67°S,155°O   | 0             | Terra de Faetont - Personatge de la mitologia grega que va robar el carro del sol.                                                            | WGPSN |
| Phison                  | 19° 47′ N, 320° 00′ O / 19.78°N,320°O   | 0             | Pison - Segons la Bíblia, un dels quatre rius del Jardí de l'Edèn.                                                                            | WGPSN |
| Phlegra                 | 31° 00′ N, 187° 48′ O / 31°N,187.8°O    | 134           | Flegra - Regió de la península calcídica on Zeus va fulminar un tità amb un llamp.                                                            | WGPSN |
| Phoenicis Lacus         | 11° 52′ S, 110° 00′ O / 11.86°S,110°O   | 0             | Llac del Fènix - Ocell mitològic que renaixia de les seves cendres.                                                                           | WGPSN |
| Phrixi Regio            | 39° 40′ S, 70° 00′ O / 39.67°S,70°O     | 0             | Regió de Frixos - Personatge de la mitologia grega que va fugir muntat sobre el velló d'or.                                                   | WGPSN |
| Promethei Sinus         | 64° 44′ S, 280° 00′ O / 64.74°S,280°O   | 0             | Badia de Prometeu - Personatge de la mitologia grega que va entregar el foc als homes.                                                        | WGPSN |
| Propontis               | 44° 40′ N, 185° 00′ O / 44.66°N,185°O   | 0             | Propontida - Antic nom de la mar de Màrmara.                                                                                                  | WGPSN |
| Protei Regio            | 22° 46′ S, 50° 00′ O / 22.76°S,50°O     | 0             | Regió de Proteu - En la mitologia grega, divinitat marina amb el do de la profecia.                                                           | WGPSN |
| Protonilus              | 41° 40′ N, 315° 00′ O / 41.66°N,315°O   | 0             | El primer Nil - Part del riu Nil. | WGPSN |
| Pyrrhae Regio           | 14° 50′ S, 38° 00′ O / 14.83°S,38°O     | 0             | Regió de Pirra - dona de la mitologia grega va sobreviure a la inundació enviada per Zeus.                                                    | WGPSN |
| Scandia                 | 60° 13′ N, 147° 54′ O / 60.21°N,147.9°O | 0             | Escàndia - la part sud d'Escandinàvia. | WGPSN |
| Sinai                   | 19° 47′ S, 70° 00′ O / 19.78°S,70°O     | 0             | Sinaí - península que separa la Mediterrània del mar Roig.                                                                                    | WGPSN |
| Sinus Meridiani         | 4° 56′ S, 0° 00′ E / 4.94°S,-0°E        | 0             | Badia del Meridià - nom inspirat en la posició.                                                                                               | WGPSN |
| Sinus Sabaeus           | 7° 55′ S, 340° 00′ O / 7.91°S,340°O     | 0             | Badia dels sabes - mítica població etíop. | WGPSN |
| Sithonius Lacus         | 44° 40′ N, 245° 00′ O / 44.66°N,245°O   | 0             | Llac Sithònia - Del nom de la península central de les tres penínsules menors de la península calcídica.                                      | WGPSN |
| Solis Lacus             | 27° 43′ S, 90° 00′ O / 27.72°S,90°O     | 0             | Llac del Sol - L'estrella del nostre sistema solar.                                                                                           | WGPSN |
| Styx                    | 29° 43′ N, 200° 00′ O / 29.71°N,200°O   | 0             | Estix - Un dels cinc rius de l'inframón grecoromà.                                                                                            | WGPSN |
| Syria                   | 19° 47′ S, 100° 00′ O / 19.78°S,100°O   | 0             | Síria - En la cultura clàssica, el nom indicava una àrea més gran que l'actual, incloent el Líban i una part de l'Iraq.                       | WGPSN |
| Syrtis Major            | 9° 53′ N, 290° 00′ O / 9.88°N,290°O     | 0             | Gran Sirte - Antic nom del golf de Sirte. | WGPSN |
| Tanais                  | 49° 40′ N, 70° 00′ O / 49.67°N,70°O     | 0             | Tanais - Antic nom del riu Don. | WGPSN |
| Tempe                   | 39° 40′ N, 70° 00′ O / 39.67°N,70°O     | 0             | Tempe - Vall al sud del Mont Olimp. | WGPSN |
| Tharsis                 | 0° N, 100° O / 0°N,100°O                | 0             | Tartessos - Antiga ciutat de la península Ibèrica.                                                                                            | WGPSN |
| Thaumasia               | 34° 41′ S, 85° 00′ O / 34.68°S,85°O     | 0             | Terra de Taumant - Divinitat marina de la mitologia grega.                                                                                    | WGPSN |
| Thoth                   | 29° 43′ N, 255° 00′ O / 29.71°N,255°O   | 0             | Thot - El missatger dels déus en la mitologia egípcia.                                                                                        | WGPSN |
| Thymiamata              | 9° 53′ N, 10° 00′ O / 9.88°N,10°O       | 0             | Terra d'encens - Probablement el Iemen o l'Índia.                                                                                             | WGPSN |
| Tithonius Lacus         | 4° 56′ S, 85° 00′ O / 4.94°S,85°O       | 0             | Llac de Titonos - Personatge de la mitologia grega que va rebre el do de la vida eterna però no el de l'eterna joventut.                      | WGPSN |
| Tractus Albus           | 29° 43′ N, 80° 00′ O / 29.71°N,80°O     | 0             | Tractus albus - Paraules llatines que significa «zona blanca».                                                                                | WGPSN |
| Trinacria               | 24° 44′ S, 268° 00′ O / 24.74°S,268°O   | 0             | Trinacria - Antic nom de Sicília. | WGPSN |
| Trivium Charontis       | 19° 47′ N, 198° 00′ O / 19.78°N,198°O   | 0             | Cruïlla de Caront - Àrea on es creuen diversos canals i se'ls va donar noms inspirats en el més enllà grecoromà.                              | WGPSN |
| Uchronia                | 69° 47′ N, 260° 00′ O / 69.78°N,260°O   | 0             | Ucronia - Terra sense temps. | WGPSN |
| Umbra                   | 49° 40′ N, 290° 00′ O / 49.67°N,290°O   | 0             | Umbra - Paraula llatina que significa «ombra».                                                                                                | WGPSN |
| Utopia                  | 49° 40′ N, 250° 00′ O / 49.67°N,250°O   | 0             | Utopia - Terra ideal o Terra sense lloc (que no existeix).                                                                                    | WGPSN |
| Vulcani Pelagus         | 34° 41′ S, 15° 00′ O / 34.68°S,15°O     | 0             | Mar de Vulcà - Divinitat romana del foc. | WGPSN |
| Xanthe                  | 9° 53′ N, 50° 00′ O / 9.88°N,50°O       | 0             | Groguenc - Paraula grega que indica el groc que es torna cap al vermell.                                                                      | WGPSN |
| Yaonis Regio            | 39° 40′ S, 320° 00′ O / 39.67°S,320°O   | 0             | Regió de Yao - Emperador xinès. | WGPSN |
| Zephyria                | 0° N, 195° O / 0°N,195°O                | 0             | Terra del Cèfir - Vent que bufa de ponent. | WGPSN |

## Nomenclatura abolida
Hi ha una característica d'albedo que va ser batejada inicialment per la UAI, però el seu nom va ser abolit posteriorment.
| Característica d'albedo | Coordenades                         | Diàmetre (km) | Notes                 | Ref.  |
| ----------------------- | ----------------------------------- | ------------- | --------------------- | ----- |
| Isidis Regio            | 19° 47′ N, 85° 00′ E / 19.78°N,85°E | 0             | Nomenclatura abolida. | WGPSN |